# Ulanqab
Ulanqab hay Ulaan Chab (chữ Hán giản thể: 乌兰察布市, bính âm: Wūlánchábù Shì, âm Hán Việt: Ô Lan Sát Bố thị) là một thành phố tại Khu tự trị Nội Mông Cổ, Cộng hòa Nhân dân Trung Hoa. Thành phố này có diện tích 55.000 km², dân số năm 2003 là 2,728 triệu người. Mã số bưu chính là 012000, mã vùng điện thoại là 0474. Chính quyền địa cấp thị Ulanqab đóng ở quận Tập Ninh, trước đây là một huyện cấp thị.

## Hành chính
Về mặt hành chính, thành phố này được chia thành 11 đơn vị cấp huyện gồm 1 quận, 1 thành phố cấp huyện, 5 huyện và 4 kỳ.
- Quận: Tập Ninh
- Thành phố cấp huyện: Phong Trấn
- Huyện: Hưng Hòa, Trác Tư, Thương Đô, Lương Thành, Hóa Đức
- Kỳ: Tứ Tử Vương, Sát Cáp Nhĩ Hữu Dực Tiền, Sát Cáp Nhĩ Hữu Dực Trung, Sát Cáp Nhĩ Hữu Dực Hậu

## Địa lý
Ulanqab có ranh giới với Hohhot ở phía tây, Mông Cổ ở phía bắc, minh Tích Lâm Quách Lặc ở phía đông bắc, tỉnh Hà Bắc ở phía đông và tỉnh Sơn Tây ở phía nam. Phần phía tây của Ulanqab trước đây là một phần của tỉnh cũ gọi là Tuy Viễn.

## Dân cư
Theo điều tra dân số Trung Quốc năm 2000, địa cấp thị này có 2.284.414 dân:
| Dân tộc    | Dân số    | Tỷ lệ  |
| ---------- | --------- | ------ |
| Hán        | 2.203.345 | 96,45% |
| Mông Cổ    | 60.064    | 2,63%  |
| Mãn        | 11.792    | 0,52%  |
| Hồi        | 7.683     | 0,34%  |
| Triều Tiên | 198       | 0,01%  |
| Thổ Gia    | 185       | 0,01%  |
| Miêu       | 175       | 0,01%  |
| Khác       | 972       | 0,04%  |